# Creixenturri
Creixenturri (o Greixenturri) és un llogaret del municipi de Camprodon (fins al 1965, de l'antic municipi de Freixenet de Camprodon). Es troba aigua avall de la vila, a l'esquerra del Ter.

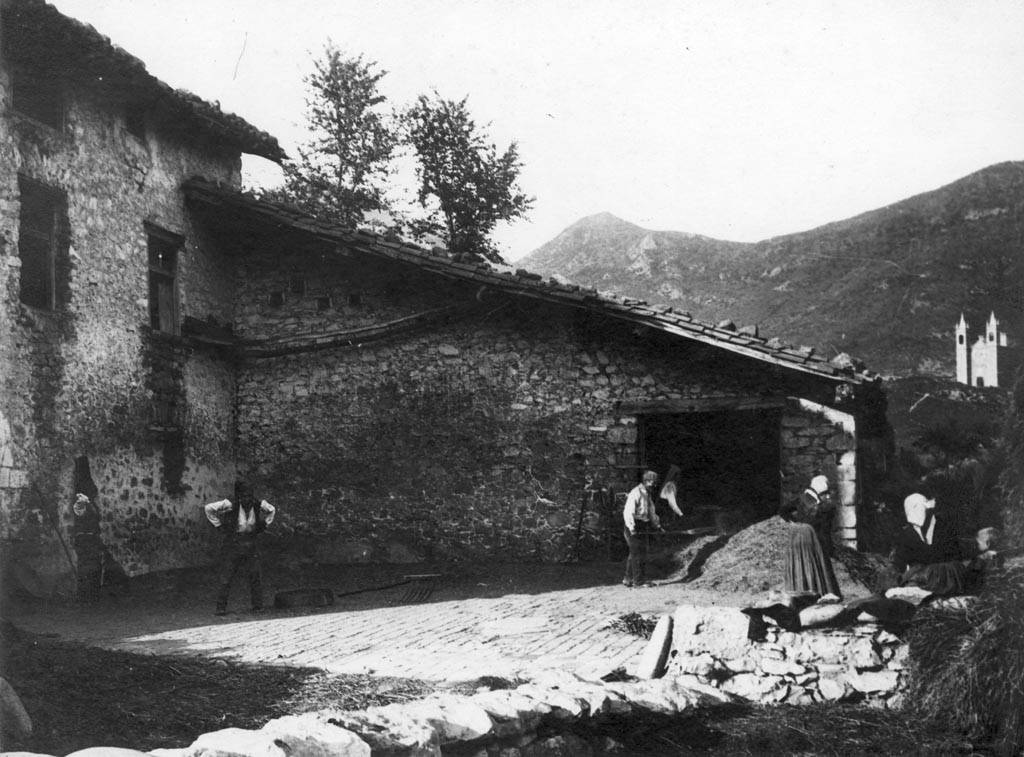
Una era de Creixenturri, amb el Santuari del Remei al fons (entre 1890 i 1923)

El primer esment del lloc és del 904, i de l'antiga parròquia de Sant Cristòfol de 930. Després dels terratrèmols dels anys 1427-1428 entrà en decadència i esdevingué sufragània de Camprodon el 1507. Al terme, també s'hi troba el castell de Creixenturri, documentat des del segle xiii i destruït el 1554. La imatge romànica de la Mare de Déu del Fort venerada a la capella del castell fou traslladada el 1557 a la parròquia, la qual esdevingué, ja al segle xviii, santuari del Remei.
Uns metres al nord del santuari del Remei trobem un auró (Acer campestre), anomenat Auró del Remei, d'uns 18 metres d'alçada, llistat en el catàleg d'arbres monumentals de Catalunya.